# Siiri
Siiri est un prénom féminin estonien et finnois variante du prénom Sigrid du vieux norrois et célébré le 19 juin,. Ce prénom peut désigner : 

## Prénom
- Siiri Angerkoski (en) (1902-1971), actrice finlandaise
- Siiri Enoranta (née en 1987), écrivaine finlandaise
- Siiri Nordin (en) (née en 1980), chanteuse finlandaise
- Siiri Oviir (née en 1947), femme politique estonienne
- Siiri Rantanen (née en 1924), skieuse cross-country finlandaise
- Siiri Sisask (en) (née en 1968), chanteuse et actrice estonienne
- Siiri Välimaa (en) (née en 1990), joueuse finlandaise de football
- Siiri Vallner (née en 1972), architecte estonienne